# Museo de Arte Popular (Ciudad de México)

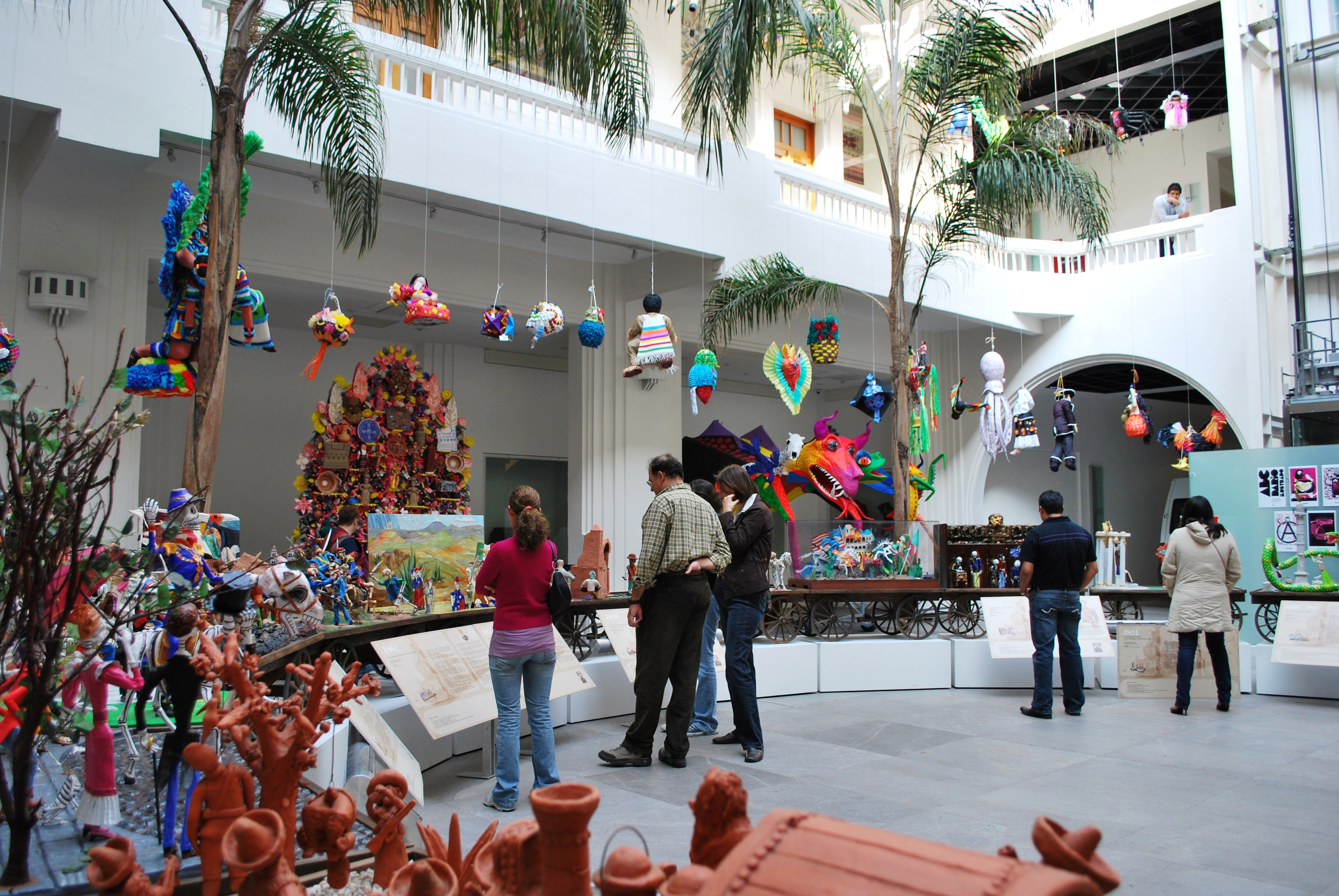
Vista del patio interior del museo.

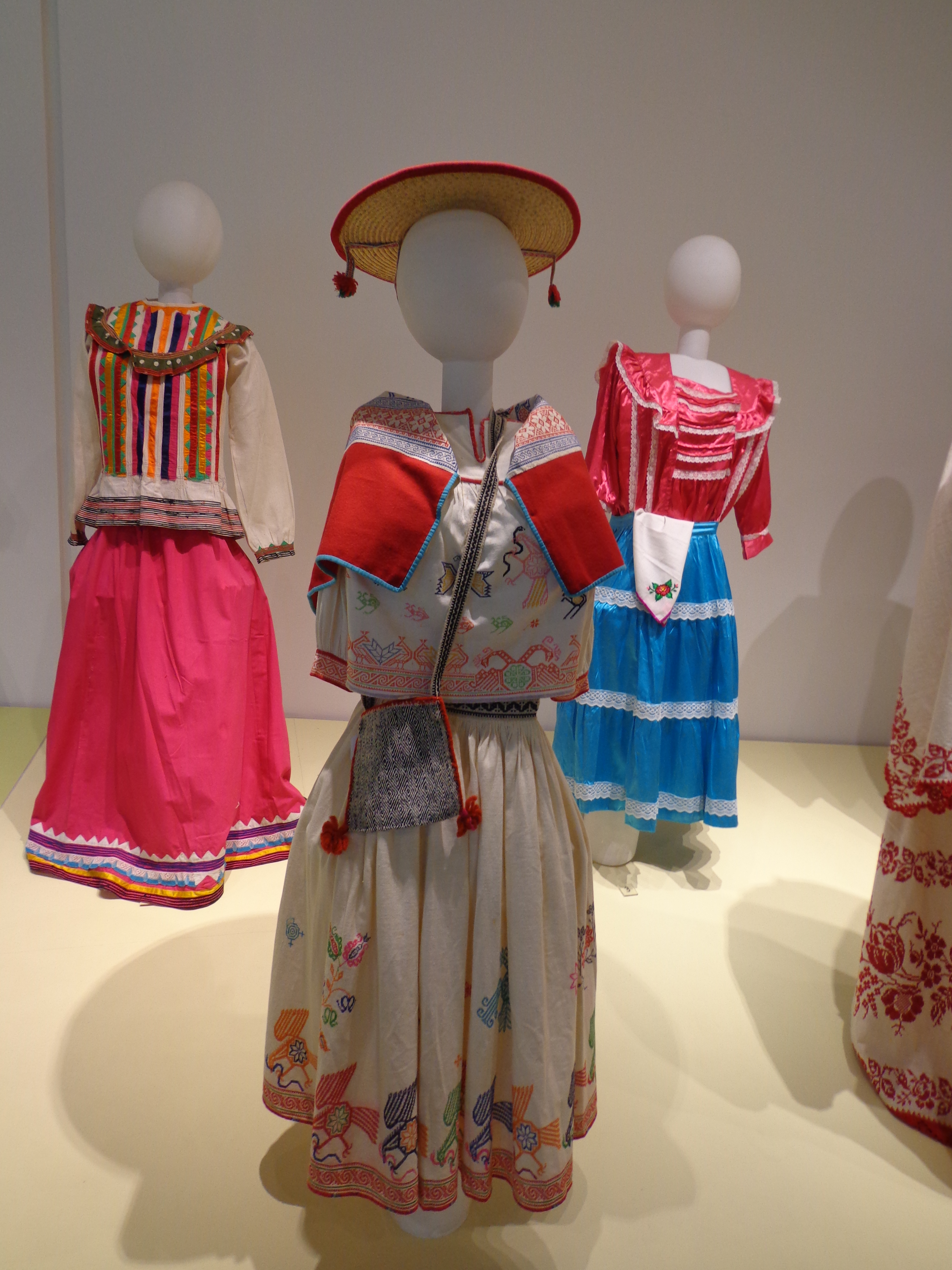
Trajes típicos expuestos en el Museo de Arte Contemporáneo

El Museo de Arte Popular es una institución dedicada a promover y preservar el arte popular mexicano. Se localiza en el Centro Histórico de la Ciudad de México en un predio que pertenecía a una vieja estación de bomberos, el museo contiene una colección que incluye tapetes, cerámica, vasos, piñatas, alebrijes, muebles, juguetes, utensilios de cocina, entre otros objetos. Sin embargo, el museo es conocido principalmente como patrocinador del desfile anual Noche de Alebrijes en el cual criaturas fantásticas se construyen a escala monumental y luego desfilan desde el Zócalo hasta el Monumento de la Independencia, compitiendo por premios.

## La historia de Museo, "Las tequileras"

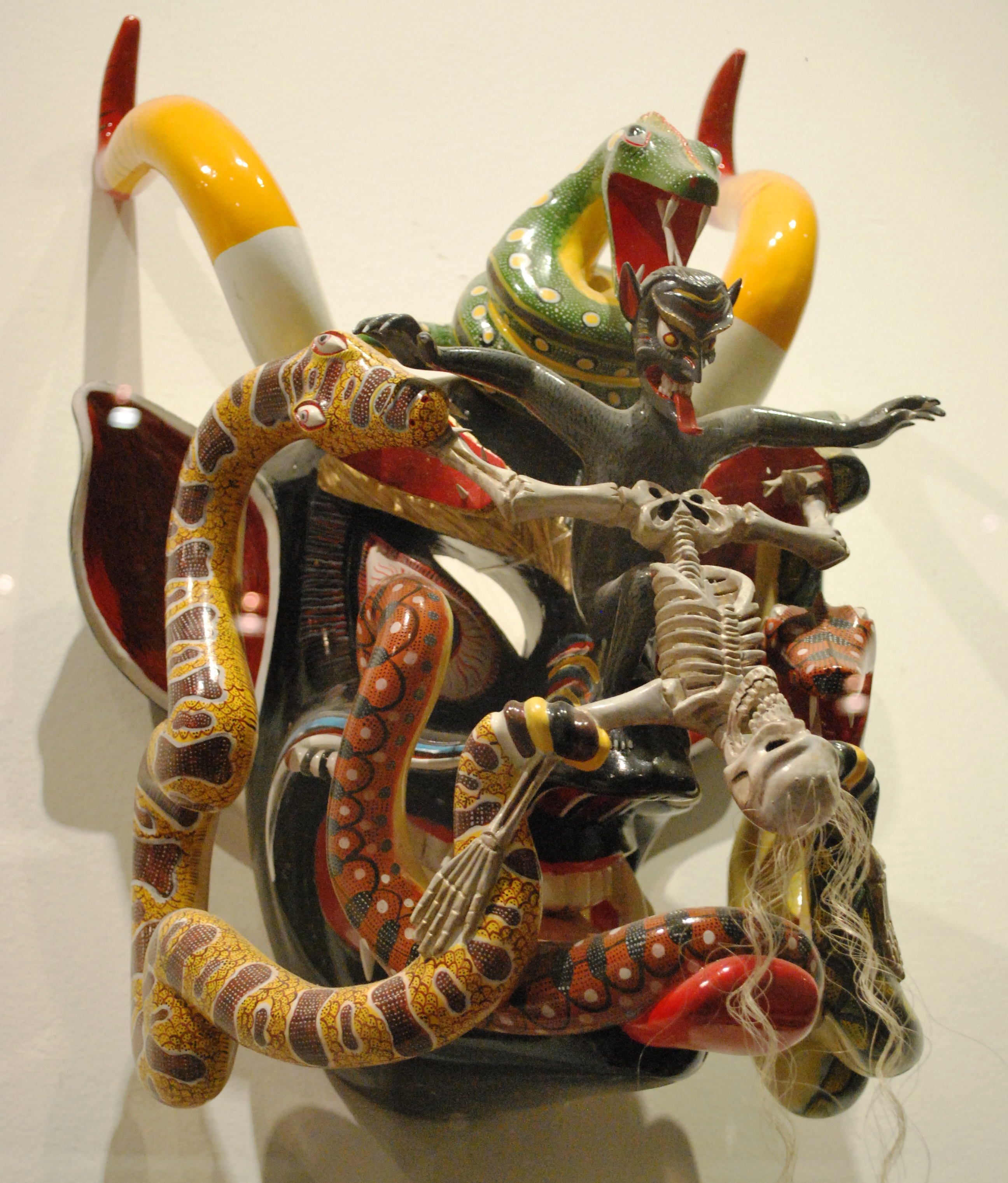
Máscara de diablo con serpientes.

Durante la década de los noventa, un grupo de cinco mujeres integrado por Cristina Stoupignan de Payán, María Teresa Pomar, María Esther Echeverría, Sol Rubín de la Borbolla y Laura Osegura, muy interesadas en el arte popular y apoyadas en sus trayectorias dentro de la gestión pública, concibieron la idea de crear el Museo de Arte Popular en la Ciudad de México.

Fue Cristina Payán quien comenzó esta iniciativa al invitar a sus redes de conocidas y expertas en cultura más cercanas, para reunirse y charlar sobre la necesidad de gestar un Museo de Arte Popular. De esta forma, lograron llevar a cabo sus primeras juntas dentro de la casa de María Teresa Pomar, un espacio lleno de piezas de arte. Solían congregarse a la hora de la comida y después, con el calor de la discusión, cerraban la conversación con un tequilita. Por esa razón, la cronista mexicana, Ángeles González Gamio, les designó el peculiar seudónimo "Las tequileras".

"Se reunían por lo menos una vez al mes ( a la postre lo harían una vez por semana) en la casa - museo María Teresa Pomar, entre platillo y platillo, entre tequila y tequila, entre risitas y risitas, se dieron a la tarea de hacer un proyecto para el nuevo recinto. Como todas ellas siempre fueron muy profesionales, empezarían primero por formar una asociación (a) la cual llamaron POPULART S.C., con número de escritura pública 18,748 de fecha 17 de dieciembre de 1996 "
Con el paso de los años, las tequileras desarrollaron un proyecto estratégico al cual se fueron integrando nuevas y nuevos miembros; antropólogos, historiadores del arte, sociólogos, curadores, fotógrafos y académicos, entre los que destacan algunos nombres como el del ex nadador olímpico, Tonatiuh Gutiérrez; el museógrafo, Alfonso Soto Soria; el fotógrafo Juan Coronel Rivera y el empresario, Salvador Castillo. Todas y todos participaron en el trasitar y el desarrollo de este grupo hasta constituirse como una asociación civil formal.
Fue así como surgió la fundación Populart S.C., organización que buscaba sentar las bases para la fundación del futuro Museo. Con su institucionalización llegó también una estructura para el registro de las reuniones, comenzaron a tomarse minutas para asentar el avance y se abrió el diálogo con diferentes artesanas y artesanos para integrarlos al proyecto. El esfuerzo de las y los miembros de Populart se materializó a través de la creación del guion museológico, así como de los estatutos y directrices que el Museo debía seguir. La idea de Populart era concebir un museo "vivo" en el que la participación de las —los, les— artistas estuviera siempre involucrada tanto en el proceso creativo como en la toma de decisiones.
El antecedente del Museo Nacional de Culturas Populares fue esencial para proyectar los pasos del Museo de Arte Popular. La idea principal entendía a la cultura como un proceso social y político, comprendía las desigualdades estructurales de las que las —los, les— artistas eran víctimas, por ello, en la idea del Museo original se instituyó desde una visión antropólogica y sociológica.

## El recinto arquitectónico del MAP
La gente de Populart S.C., fue partícipe de la búsqueda del edificio ideal, en palabras de Juan Coronel Rivera: "La verdad ya le habíamos echado el ojo al edificio de bomberos". Durante la última etapa de la institucionalización del Museo, el acompañamiento del gobierno local de la Ciudad de México, hizo posible que las tequileras comenzaran las visitas a diferentes edificios ubicados en distintos puntos de la Ciudad. Empero, ellas concideraban fundamental que el recinto tuviera ciertas características como una ubicación céntrica y que el inmueble no tuviera daños estructurales. Fue así que, después de varios meses, llegaron al antiguo edificio de bomberos, ubicado en la calle Revillagigedo número 11, colonia centro, alcaldía Cuauhtémoc.
El recinto les resultó encantador ya que conservaba algunos rasgos del movimiento artístico art déco y no necesitaba atravesar por un proceso de remodelación completa.

## El Museo
El 17 de noviembre del año 2005 fue celebrado el contrato entre el gobierno del Distrito Federal y el Banco Interacciones, Sociedad Anónima, Institución de Banca Múltiple. Documento a través del cual el gobierno de la actual Ciudad de México otorgó a este último, la cantidad de $5 000 000,00 (cinco millones de pesos 00/100 m.n.) y el inmueble ubicado en la calle Revillagigedo, número 11, Colonia Centro para así dar paso a la creación oficial del Museo de Arte Popular.
“Convenio modificatorio al contrato público número 2723, denominado “Fideicomiso Museo de Arte Popular Mexicano”, que celebran por una parte, en calidad de fideicomitente el gobierno del distrito federal, por conducto de la secretaria de finanzas del Distrito Federal, representada en este acto por su titular, Lic. Arturo Herrera Gutiérrez, a quien en lo sucesivo se le denominará como el fideicomitente y, por segunda parte, como fiduciario, Banco Interacciones, representado por su delegado fiduciario, Licenciado Manuel Velasco Velázquez, a quien se le denominara como el fiduciario, con la comparecencia como testigos de honor, el Consejo Nacional para la Cultura y las Artes del gobierno federal, representado en este acto por su titular la señora Sara G. Bermúdez Ochoa; Amigos del Museo de Arte Popular Mexicano, A.C., representado en este acto por su presidenta, señora Marie Therese Hernand de Arango, y POPULART, S.C., representada en este acto por el señor Carlos Payán Velver”
El Museo abrió sus puertas en marzo de 2006 para convertirse en un referente de la artesanía mexicana y promoverla, a través de talleres y otros eventos, al país y al turismo extranjero así como dignificar la artesanía mediante la restauración de obras antiguas y fomentar su creación tanto en el interior del museo como de forma externa.
La colección permanente contiene piezas antiguas y recientes de varias tradiciones que forman parte de la cultura mexicana, habiéndose constituido gracias a la generosidad de varias instituciones y donantes individuales.
La colección está organizada en cuatro salas temáticas permanentes y dos dedicadas a «grandes maestros», cada una de las cuales contiene diferentes tipos de artesanías. Las cuatro salas temáticas son:
1. Esencia del Arte Popular Mexicano.
2. El Arte popular y La Vida Cotidiana
3. El Arte Popular y lo Sagrado
4. El Arte Popular y lo Fantástico (Fantastic and magical things).

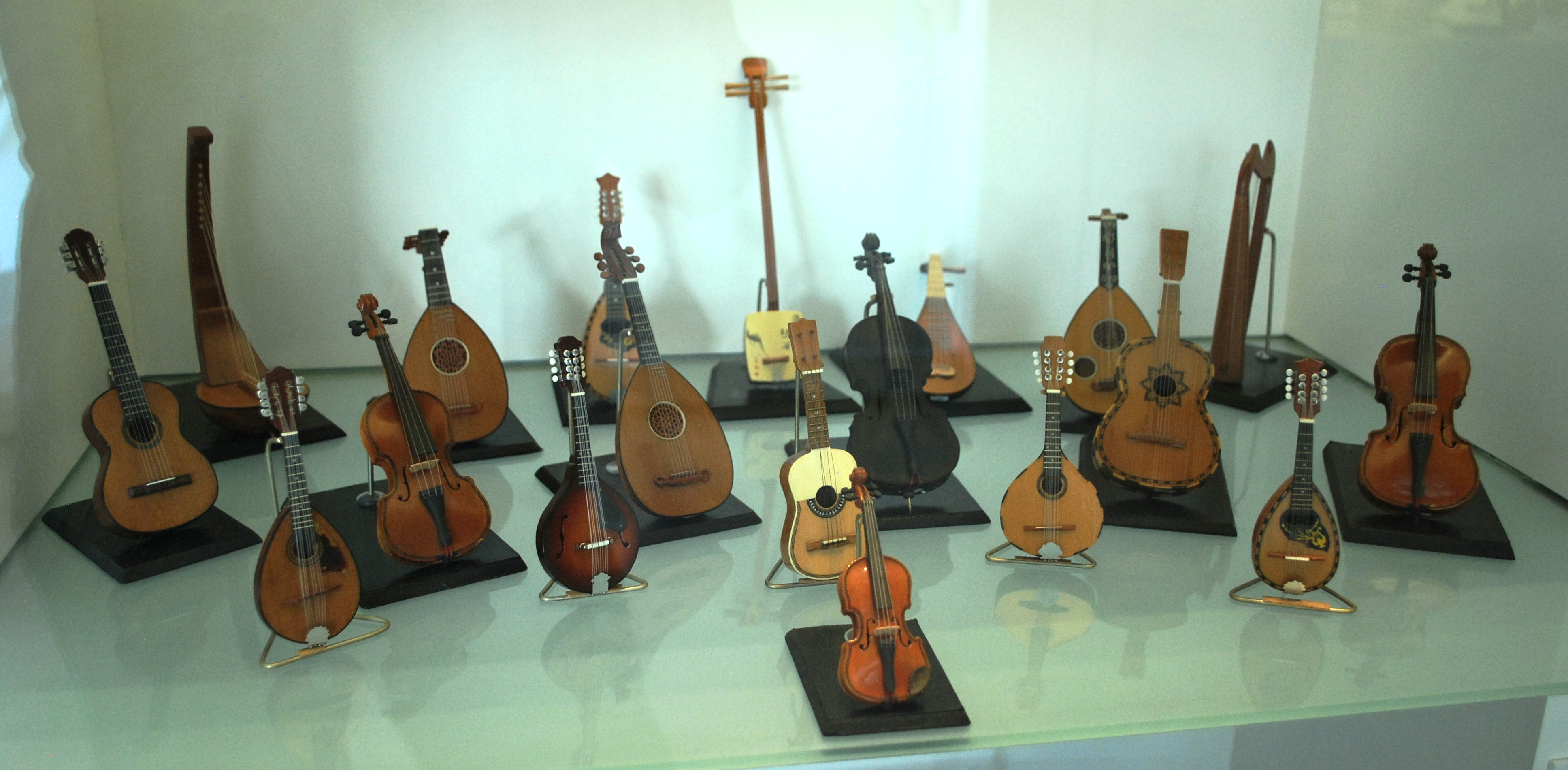
Colección de instrumentos musicales de cuerda.

La exposición ocupa tres de los cuatro pisos del edificio, en un área total de 7000 m². También existe una sala para exposiciones temporales y una sala de «interpretación» con piezas de las 32 entidades federativas (los estados y el Distrito Federal) del país. Aquí se presentan artesanías de varios tipos, incluyendo cerámica, cestería, tallado de madera, trabajo en metal, cristalería, textiles, papel maché y otros. También se dispone de un centro bibliográfico con biblioteca y hemeroteca.
Durante los fines de semana el museo tiene talleres para niños entre 6 y 12 años sobre diversas técnicas con el objetivo de preservarlas, entre las cuales están el picado de papel, amate y papel maché. En fechas especiales como el día de muertos los talleres incluyen la elaboración de Catrinas, calaveras de alfeñique y dulces tradicionales.
El edificio que alberga el museo es considerado el segundo edificio Art decó más importante de la ciudad, siendo el primero las oficinas de la Secretaría de Salud en Chapultepec, y fue construido en 1927 por el arquitecto Vicente Mendiola como parte del esfuerzo en esa época por modernizar la infraestructura de la ciudad. Posee un patio central en el cual se estacionaban los carros de bombero y tres pisos para oficinas y cuarteles. En su exterior tiene una torre en la esquina con una luz en la parte superior que se usaba para dar aviso de una emergencia. Otra característica del edificio es que posee relieves con motivos prehispánicos que decoran la fachada de piedra, obra del escultor Manuel Centurión y el patio interior está cubierto por una cúpula de cristal moderno. El crecimiento de la ciudad durante los años 80 hizo que la localización de la estación ya no fuera adecuada y se abandonó, deteriorándose a causa del terremoto de 1985 y en general por la decadencia del centro histórico de la ciudad. En los años 90 el gobierno de la ciudad decidió rescatar el edificio y usarlo para albergar una gran colección artesanal, proyecto que corrió a cargo de Teodoro González de León quien restauró y actualizó el interior del edificio.

## El desfile de alebrijes monumentales

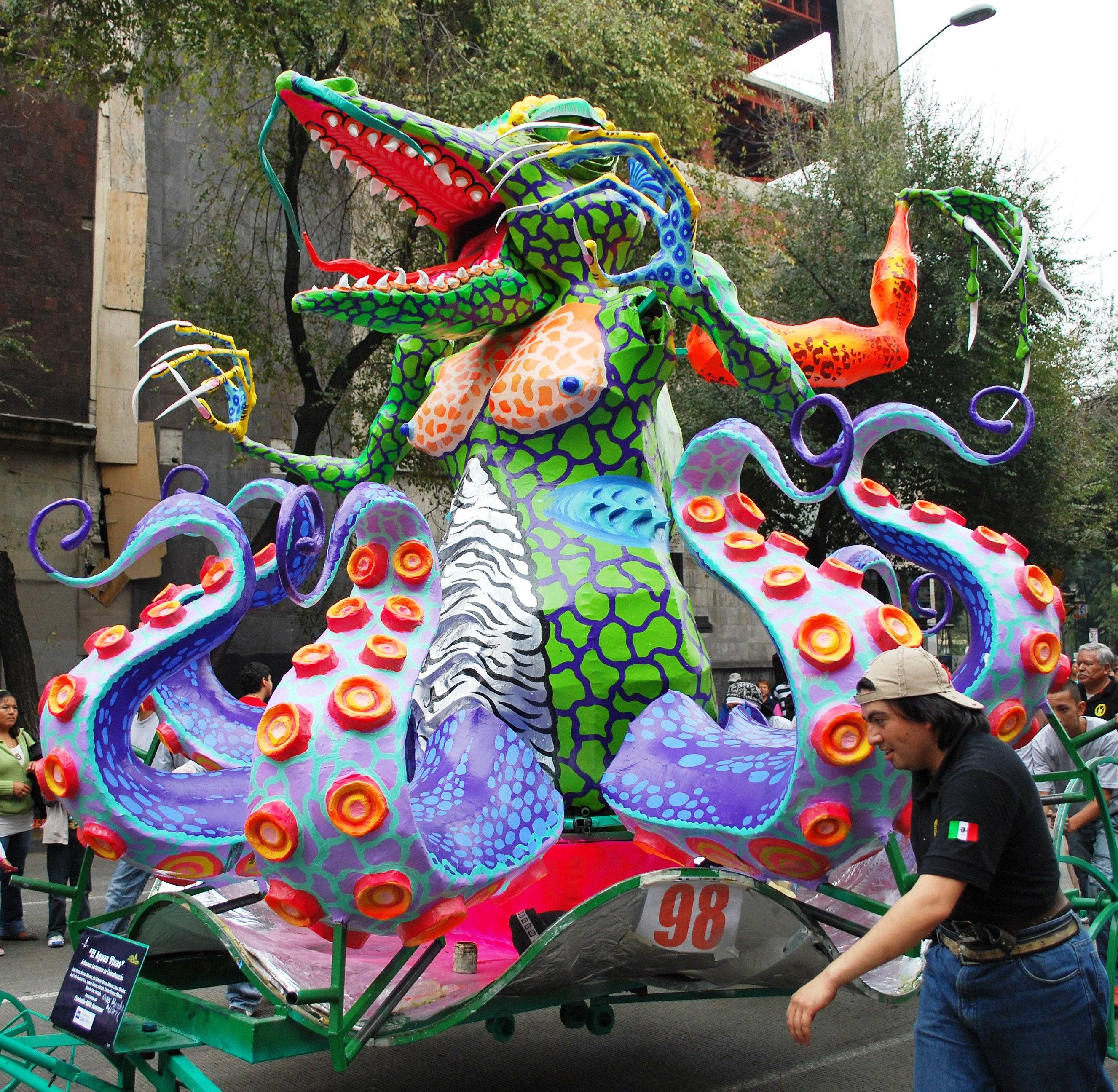
Alebrije monumental Las Aguas Vivas.

El museo es reconocido por la organización anual del desfile de alebrijes monumentales, iniciado en 2007.
Un alebrije es una criatura fantástica que combina partes de otros seres tanto reales como imaginarios. Por ejemplo, seres que mezclan moscas con colas de dragón y leones con varias cabezas, recibiendo nombres como La mula de seis, Alebrijes (combinación de alebrije + hijos), La gárgola de la Atlántida, entre otros. Usualmente los alebrijes son figuras pequeñas hechas de cartón o madera, pintadas con colores brillantes y que se elaboran frecuentemente en Oaxaca y la zona central de México. Los alebrijes monumentales sin embargo, llegan a medir hasta 4 m de alto y 3 de ancho.
El evento se denomina la Noche de los Alebrijes, organizado en conjunto con el gobierno de la Ciudad de México y con el apoyo de CONACULTA además de otras instituciones privadas e individuos. El objetivo es la promoción del trabajo de artesanos modernos. La creación de estas obras inicia en junio y termina a finales de octubre cuando se realiza el desfile. La mayoría son elaboradas en cartón excepto las que proceden de Oaxaca que usualmente están hechas de madera. El desfile comienza desde el Zócalo, recorre el Paseo de la Reforma y termina en el Ángel de la Independencia. Los alebrijes compiten por premios entre 50.000 y 20 000 pesos, realizándose la selección después del desfile.

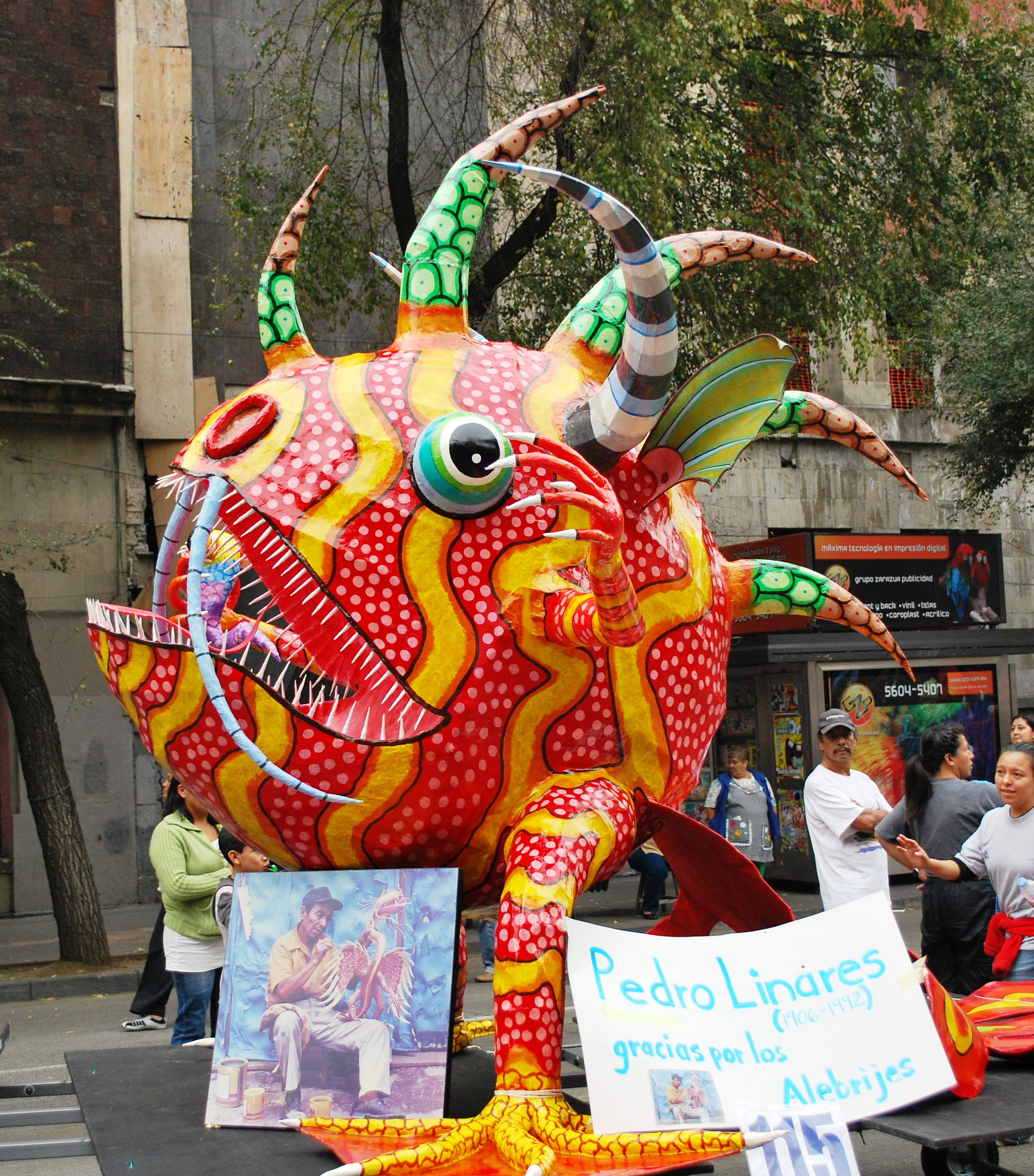
Alebrije monumental llamado Michin Rojo con un signo de agradecimiento a Pedro Linares quien inventó los alebrijes.